# LPP
LPP SA – o companie poloneză care se ocupă cu proiectarea, producția și distribuția de îmbrăcăminte.   Este proprietarul a cinci mărci de modă recunoscute: Reserved, House, Cropp, Mohito și Sinsay, a cărui ofertă este disponibilă astăzi în magazine staționare și online în aproape 40 de piețe din întreaga lume. Rețeaua de vânzări LPP este formată din peste 2000 de magazine cu o suprafață totală de aproape 1,7 milioane m2. Compania are în prezent aproape 30 000 de angajați  în birourile sale, rețelele de distribuție și magazinele din Polonia, precum și în țările din Europa, Asia și Africa. În 2021, compania a obținut rezultate record, generând venituri de aproape 14 miliarde PLN și un profit de peste miliard PLN.  Compania LPP SA este listată pe Bursa de Valori din Varșovia sub indicele WIG20 și aparține prestigiosului indice MSCI Poland.

## Istorie

### 1991–2000
În anul 1991, la Gdańsk, Marek Piechocki și Jerzy Lubianiec și-au început activitatea în industria de îmbrăcăminte. Compania care a funcționat inițial sub marca PH Mistral s.c. a fost transformată după patru ani în societatea LPP (abreviere a numelor fondatorilor - Lubianiec, Piechocki și Partnerzy).  În anul 1997 s-a deschis oficial biroul din Shanghai.  La sfârșitul anilor ‘90, proprietarii LPP au decis să creeze prima marcă individuală Reserved și să-și construiască propria rețea de retail. Primele magazine Reserved au fost deschise în anul 1998.

### 2001-2013
În anul 2001, LPP și-a făcut debutul la Bursa de Valori din Varșovia.  Următorii doi ani au constat în dezvoltarea mărcii Reserved pe piețele din Europa Centrală și de Est.  În anul 2002 au fost deschise magazine în Rusia, Estonia, Cehia, Letonia și Ungaria, iar în anul 2003 în Lituania, Ucraina și Slovacia. Datorită succeselor mărcii, compania și-a extins portofoliul și în anul 2004 a deschis un magazin Cropp în Polonia.  În anii următori, ceasta a introdus această marcă pe piețele din Estonia, Slovacia și Letonia (2005), precum și din Lituania, Rusia și Republica Cehă (2006). Anii 2007–2008 au cunoscut o dezvoltare a operațiunilor pe piețele din România și Bulgaria.  În anul 2008, LPP a pus în funcțiune Centrul de Distribuție din localitatea Pruszcz Gdański. În același an, a preluat firma Artman din Cracovia - proprietara mărcilor House și Mohito. Această tranzacție a făcut din LPP cea mai mare companie de îmbrăcăminte din Polonia și proprietarul a patru mărci. În anul 2013, portofoliul companiei a fost extins pentru a include marca Sinsay.

### 2014-2019
În anul 2014, compania a intrat în componența indicelui de bursă WIG20. Marca Reserved a apărut atunci pe piața germană.  În același an, toate produsele LPP și-au făcut debutul în Croația.  Anul următor a fost extinderea pe piețele din Orientul Mijlociu. La sfârșitul anului 2017, rețeaua de vânzări LPP cuprindea peste 1 700 de magazine cu o suprafață totală de 1 milion de metri pătrați.  În anul 2017, un birou de produse LPP a fost deschis și la Varșovia, iar mărcile Reserved, Cropp și House au debutat în Belarus și Serbia. În anul 2017, LPP a deschis un magazin Reserved pe Oxford Street în Londra. Anul 2018 a adus noi debuturi ale magazinelor LPP pe piețe noi, de data aceasta în Israel, Kazahstan și Slovenia.  În anul 2019, compania a deschis primele sale magazine în Bosnia și Herțegovina și în Finlanda.

### Din anul 2020
În anul 2020, ca răspuns la restricțiile în comerțul staționar cauzate de pandemia de Covid-19, compania a trecut printr-o transformare digitală accelerată, transformându-se astfel într-o organizație omnicanal. Divizarea în vânzări online și staționare a fost desființată, tratând ambele canale ca un întreg axat pe client. Un an mai târziu, odată cu stabilizarea situației pieței, LPP a revenit la politica de extindere externă și, consolidându-și poziția în Europa de Sud-Est, a deschis primele magazine ale tuturor mărcilor sale în Republica Macedonia de Nord. Doi ani mai târziu, în urma agresiunii ruse împotriva Ucrainei, LPP a luat decizia cheie de a întrerupe complet operațiunile în Rusia și de a-și vinde compania fiică unui consorțiu chinez. Ca urmare a pierderii celei de-a doua piețe ca mărime, compania a adoptat o nouă strategie de dezvoltare, care prevede extinderea în continuare în partea central-sudică și de vest a Europei și o creștere a volumului vânzărilor prin canalul de comerț electronic. . În 2022, LPP a deschis magazinele de papetărie Sinsay în Italia, iar anul următor în Grecia. În toamna anului 2023, marca Reserved a debutat la Milano și și-a extins rețeaua de vânzări în Marea Britanie, deschizând magazine suplimentare la Londra.

## Magazine și centre de distribuție
Rețeaua globală de aprovizionare a LPP se bazează pe trei centre de distribuție, dedicate deservirii a peste 2 000 de magazine din întreaga lume și depozite de tip Fulfillment Center, care susțin vânzările online ale companiei. Toate procesele logistice sunt proiectate și gestionate de operatorul logistic – LPP Logistics – aparținând Grupului LPP. 
Primul centru de distribuție al companiei din Pruszcz Gdański a fost lansat în anul 2008. Prin modernizare constantă și extinderi multiple este acum unul dintre cele mai mari și mai moderne centre de distribuție din Europa Centrală și de Est.  În anul 2017, LPP a început implementarea livrărilor de la noul FC deschis în Stryków, lângă Łódź Ca urmare a creșterii dinamice a comerțului electronic, în anul 2019 compania a lansat un alt depozit pentru gestionarea comenzilor online în România, iar un an mai târziu a semnat un contract pentru închirierea unui spațiu de depozitare în Slovacia. Cererea suplimentară pentru extinderea facilităților logistice a dus la lansarea în anul 2022 pentru alte Fullfilment Centers în Pruszcz Gdański și în regiunea Podkarpacie În aceeași perioadă, cel de-al doilea centru de distribuție al Grupului – CD Brześć Kujawski – și-a început activitatea operațională. La sfârșitul anului 2022, suprafața totală de depozitare a tuturor unităților administrate de LPP Logistics vai fi de peste 400.000. m². 

## Producție
LPP nu are propriile sale fabrici Îmbrăcămintea mărcilor grupului este produsă în principal în Asia, dar și în Polonia și alte țări europene, printre altele în Italia, Portugalia, România, Bulgaria și Turcia Din 1997, compania are o sucursală în Shanghai, iar din 2015 în capitala Bangladeshului - Dhaka.  Angajații biroului de reprezentanță sunt responsabili, printre altele, pentru găsirea de furnizori, suport tehnic, coordonarea și supravegherea etapelor individuale de producție, precum și de controlul calității.

## Prezența pe Bursa de Valori din Varșovia
LPP SA este o companie cotată din anul 2001 pe Bursa de Valori din Varșovia. La momentul debutului, prețul unei acțiuni era de 48 PLN. În 2014, LPP compania a fost inclusă în indice WIG20 reunind cele mai mari 20 de companii listate pe Bursa de Valori din Varșovia În același an, LPP s-a alăturat și indicelui MSCI.

## Acționariat
Potrivit datelor proprii ale companiei, numărul de voturi la AGA este următorul.
- Fundația Semper Simul - 60,8%
- Fundația Sky - 5,7%
- Alții - 33,5%

În anul 2018, fondatorii companiei - pentru a-i asigura continuitatea pe termen lung și pentru a evita fragmentarea capitalului LPP în viitor - au decis să înființeze o fundație și să cumuleze acțiunile proprii. În 2020, Fundația Semper Simul, care este acționarul majoritar al companiei, a preluat pachetul de control al LPP, garantând managementul durabil și stabil al afacerii de familie și implementarea strategiei acesteia.

## Premii și distincții selectate
- 2001: Premiul cotidianului Puls Biznesu - Gazelele Afacerii: LPP desemnată ca una dintre companiile cu cea mai dinamică dezvoltare
- 2002: Premiul Ziarului Bursier Gazeta Giełdy Parkiet - Cea mai bine Administrată Companie Cotată la Bursa de Valori
- 2003: Premiul Economic al Președintelui Republicii Polone - Cea mai bună Întreprindere Poloneză
- 2004: Premiul cotidianului Rzeczpospolita - Acvila Republicii Polone
- 2004: Central & Eastern European Retailer of the Year
- 2008: Premiul cotidianului Rzeczpospolita - Acvila Republicii Polone
- 2008: Premiul cotidianului Puls Biznesu - Pilonii Economiei Poloneze
- 2008: Premiul cotidianului Rzeczpospolita - Clasamentul Celor mai Valoroase Mărci Poloneze
- 2009: Premiul cotidianului Puls Biznesu - Compania Anului la Bursă - Relații ale Investitorilor
- 2011: Premiul cotidianului Puls Biznesu - Compania Anului la Bursă:  locul I în clasamentul principal la categoria „Competențe administrative” și categoria „Succes în 2011”[62]
- 2012: Premiul Ziarului Bursier Gazeta Giełdy Parkiet - Compania Anului mWIG40
- 2013: Premiul revistei lunare Forbes - Diamante[63]
- 2013: Premiul cotidianului Rzeczpospolita - Dobra Firma  (Compania Bună)
- 2014: Premiul PARP - Pracodawca Jutra (Angajatorul de Mâine)[64]
- 2015: Premiul Ziarului Bursier Gazeta Giełdy Parkiet - clasamentul companiilor cu cele mai bune relații de la investitorii - locul I
- 2015: Clasamentul revistei lunare americane Forbes - „Most Innovative Growth Companies”[65]
- 2015: Clasamentul celor mai mari 200 de companii poloneze 2017 de către săptămânalul Wprost[66]
- 2016: Construcția anului 2015 - concursul a fost organizat de Ministerul Construcțiilor, Asociația Poloneză a Inginerilor și Tehnicienilor în Construcții și Biroul General de Supraveghere a Construcțiilor[67]
- 2016: Premiul deceniului - Clasamentul cotidianului Rzeczpospolita și Deloitte[68]
- 2017: Premiul revistei lunare Forbes
- 2017: Compania Poloneză - Campion Internațional: premiul editorilor Puls Biznesu, distincție la categoria:  Exportator: Companie Privată Poloneză - întreprindere mare[69]
- 2018: Premiile cotidianului Rzeczpospolita - Clasamentul celor mai valoroase mărci poloneze: primul loc pentru Reserved, al treilea pentru House, al patrulea pentru Cropp[70]
- 2018: Locul III la Sondajul relațiilor cu investitorii în companiile WIG30 conform investitorilor instituționali[71]
- 2019: „Narodowy Sukces” (Succesul Național) - În cadrul Congresului 590, unul dintre cele mai mari evenimente economice ciclice din Polonia, la gala Premiilor Economice Președintelui Republicii Polone, compania fost premiată la categoria „Narodowy Sukces”[72]
- 2020: Competiția Digital Excellence – în cadrul acesteia sunt recunoscute companiile care implementează transformarea digitală. LPP a primit Premiul Digital Excellence la categoria Digital Capabilities[73]
- 2020: „Orzeł Innowacji” (Acvila Inovării) - premiul cotidianului Rzeczpospolita[74]
- 2020: „Zielony Orzeł” (Acvila Verde) - premiul cotidianului Rzeczpospolita[75]

- 2021: Titlul de     Companie Conștientă Climatic - acordat în cea de-a 3-a ediție a sondajului     de către Asociația Emitenților Bursei de Valori, Fundația pentru Standarde     de Raportare și Bureau Veritas Polska[76]
- 2021: „Srebrny Listek CSR” (Frunza de Argint CSR) - distincție acordată de săptămânalul Polityka[77]
- 2021: Locul II în clasamentul general al celor mai bune companii de raportare a problemelor climatice listate din indicii WIG20 și mWIG40 „Benchmark pentru Strategii     Climatice[78]”
- 2021: Titlul de Cel     mai bun Birou din Conglomerația Gdańsk, Sopot și Gdynia și o distincție la     categoria „Inovații și tehnologii” în competiția Office Superstar - premii     acordate de CBRE[79]
- 2021: Compania Anului     la Bursă - premiul redacției Puls Biznesu[80]
- 2021: Titlul de Cea mai bună Companie WIG20 în competiția Taurii și Urșii - premiul ziarului Parkiet[81]
- 2022: „Złoty Listek CSR” (Frunza de Aur CSR) - distincție acordată de săptămânalul Polityka[82][83]
- 2022: „Zielony Listek CSR” (Frunza Verde CSR) - o distincție     acordată pentru prima dată de săptămânalul Polityka pentru implementarea     soluțiilor cu impact pozitiv asupra mediului[84][83]
- 2022: Locul al treilea în clasamentul „Cele mai importante companii pentru Polonia” – distincție acordată de cotidianul Dziennik Rzeczpospolita[85]
- 2022: Cel mai bun depozit nou al anului din Europa Centrală și de Est – un premiu acordat de Eurocee, editorul revistei Eurobuild CEE, în a 12-a ediție a competiției CEE Region Eurobuild Awards[86]
- 2022: Cel mai bun exportator și cel mai bun angajator – titluri acordate de Dziennik Bałtycki în clasamentul „TOP 100 Pomerania”[87]
- 2023: Lider în domeniul relațiilor cu investitorii – locul întâi în sondajul privind relațiile cu investitorii în companiile WIG30 realizat de Parkiet și Camera Caselor de Brokeraj[88]
- 2023: Cea mai bună aplicație în domeniul comerțului mobil – premiu pentru aplicația Sinsay în competiția Mobile Trends Awards[89]
- 2023: Marele premiu MTA –  titlu pentru cel mai bun proiect al anului acordat în cadrul competiției Mobile Trends Awards[90]
- 2023: Investitor fără frontiere – un premiu acordat de portalul de afaceri WNP.pl și revista Nowy Przemysł pentru o strategie îndrăzneață și eficientă de expansiune externă[91]
- 2023: ESG Eagles – un premiu acordat de Dziennik Rzeczpospolita pentru depășirea cu pricepere a situațiilor de criză, transformarea tehnologică,     logistică și de vânzări[92]
- 2023: Golden CSR Leaf – un premiu acordat de săptămânalul Polityka pentru întreaga activitate desfășurată din perspectiva mediului, socială și a guvernanței corporative[93]
- 2023: Lista verde CSR – o distincție acordată de săptămânalul Polityka ca semn de recunoaștere a reducerii impactului asupra climei[94]

## Producția în Asia, controlul lanțului de aprovizionare și al ACCORD
După tragedia din fabrica din Bangladesh (1127 de angajați au murit în clădirea prăbușită la 24 aprilie 2013). LPP lucrează sistematic la implementarea standardelor pentru îmbunătățirea siguranței și a condițiilor de muncă în industria de îmbrăcăminte din Asia. Codul de Conduită este în vigoare pentru toți furnizorii care cooperează cu LPP din 2014 Documentul ia în considerare prevederile cheie ale convențiilor Organizației Internaționale a Muncii și prevederile Declarației Universale a Drepturilor Omului, specificând cerințele pentru furnizori, inclusiv politica de remunerare, interdicția angajării copiilor, munca voluntară, libertatea de asociere și normele de siguranță și igienă a muncii. Pentru a crește supravegherea asupra fabricilor din Bangladesh care produc pentru compania LPP, pe lângă controlul propriilor inspectori, firma a decis să angajeze un auditor internațional - compania SGS, pentru a verifica conformitatea efectivă a furnizorilor din Bangladesh cu Codul de Conduită.
În plus, în octombrie 2013, LPP, fiind singura companie poloneză de îmbrăcăminte, a aderat la ACCORD, care vizează îmbunătățirea siguranței în fabricile producătoare de îmbrăcăminte din Bangladesh (Accord on Fire and Building Safety in Bangladesh). Datorită cooperării și sprijinului financiar al semnatarilor acordului, au fost inspectate în total peste 1600 de fabrici de producție și fabrici de cusut din Asia. ACCORD a contribuit, de asemenea, la implementarea programelor de reparare în peste 90 la sută dintre fabrici (situația la sfârșitul anului 2017). În cadrul programului „Safety Committee Training”, unul dintre proiectele cheie ale acordului, până la sfârșitul anului 2017 au fost desfășurate 882 de cursuri de formare, la care au participat aproape 1,2 milioane de angajați.
La începutul anului 2018, LPP a semnat încă o prelungire cu 3 ani a acordului, așa-numitul „Transition ACCORD”. Scopul său principal este de a pregăti guvernul bengalez să efectueze inspecții și audituri independente în fabrici și să asigure implementarea în continuare a activităților care vizează îmbunătățirea durabilă a condițiilor de muncă. La 1 septembrie 2021, inițiativa existentă ACCORD a fost înlocuită cu una nouă - sub denumirea de International Accord for Health and Safety in the Textile and Garment Industry (pe scurt: International Accord). Scopul său este de a continua și de a extinde eforturile comune ale semnatarilor acordului împreună cu sindicatele pentru garantarea siguranței fabricilor de confecții.
În 2022, compania s-a alăturat amfori BSCI, un inițiator global de activități pentru producție și comerț durabil. Apartenența la organizație va permite LPP să verifice și să monitorizeze mai bine problemele de natură etică, de muncă și de mediu din fabricile cooperante.
Un an mai târziu, LPP a fost singura companie poloneză care s-a alăturat grupului de semnatari ai Acordului pakistanez (Acordul pakistanez privind sănătatea și siguranța în industria textilă și confecții), al cărui scop este controlul condițiilor de muncă și siguranței în lanțurile de aprovizionare care vizează furnizorii din Pakistan.

## Controverse evitarea impozitelor
În ianuarie 2014, decizia LPP SA de a transfera mărcile dinspre filiale din Cipru și din Emiratele Arabe Unite a stârnit proteste sociale.  În februarie 2015, compania a început un proces care vizează transferarea drepturilor asupra mărcilor către societatea poloneză LPP SA. Ca urmare a modificărilor, LPP SA urma să devină unicul proprietar al drepturilor asupra mărcilor Reserved, Cropp, House, Mohito , Sinsay și know-how-ul dezvoltat de-a lungul anilor.
Potrivit raportului Ministerului Finanțelor, în 2018, LPP s-a clasat pe locul al treilea printre cei mai mari plătitori de Impozit Corporativ din Polonia în industria de retail.
| An   | Venituri (miliard PLN) | Profit (milioane PLN) | IC (milioane PLN) |
| 2021 | 12                     | 1959                  | 355,3             |
| 2020 | 6,5                    | 219                   | 41                |
| 2019 | 8,2                    | 850                   | 108               |
| 2018 | 6,9                    | 1044                  | 144,8             |
| 2017 | 6,1                    | 536                   | 41                |
| 2016 | 5,2                    | 243                   | 6                 |
| 2015 | 4,8                    | 419                   | 44                |
| 2014 | 4,4                    | 622                   | 86                |
| 2013 | 3,8                    | 542                   | 87                |
| 2012 | 3                      | 393                   | 57                |

Din anul 2016, compania a transferat la bugetul de stat în total  7,6 miliarde PLN în impozite și alte taxe, în timp ce contribuția sa la bugetul polonez doar în anul 2022 s-a ridicat la aproape 1,7 miliarde PLN.  

## CSR și activitatea caritativă
De la înființare, LPP a lucrat în beneficiul persoanelor aflate în nevoie și în sprijinul comunităților locale. În decembrie 2017, LPP a înființat suplimentar Fundațial LPP. Scopul său este de a sprijini persoanele cu risc de excluziune socială, de a ajuta persoanele aflate în situații dificile de viață și de a proteja sănătatea.

## Grija pentru mediu
LPP desfășoară activități pentru respectarea resurselor naturale în diverse etape ale operațiunilor companiei - de la selecția materiilor prime din care se confecționează îmbrăcămintea, prin vânzări, până la exploatarea birourilor companiei și a facilităților logistice.

### Activități ale LPP legate de protecția mediului
- 2016: Încheierea unui acord cu organizația Open Cages și     renunțarea la utilizarea blănurilor naturale în producția de îmbrăcăminte[111].
- 2017: Adoptarea unei noi politici privind ambalarea comenzilor online – cutii de carton reciclat pentru mărcile Reserved si Mohito. Eliminarea simultană a plasticului de unică folosință în transporturile mărcilor Cropp, House și Sinsay[112][113].
- 2018: Introducerea în mărcile LPP a liniilor Eco Aware realizate din materiale mai ecologice (bumbac organic, TencelTM Lyocel, EcoVeroTM, in certificat).
- 2018: Lansarea unui program de colectare a îmbrăcămintei uzate și oferirea acesteia persoanelor fără adăpost, ca parte a activităților care combină ajutorul cu grija pentru mediu și oferirea textilelor unei a doua vieți[114][115].
- 2019: Alăturarea inițiativei New Plastics Economy Global Commitment și angajamentul de a elimina până în anul 2025 ambalajele din plastic care nu sunt potrivite pentru utilizare ulterioară, reciclare sau compostare[116][117].
- 2019: Anunțul noii Strategii de Dezvoltare Durabilă „For People for Our Planet” pentru perioada 2020-2025[118].
- 2020: Aderarea la „The Polish Plastics Pact”[119].
- 2020: Alăturarea inițiativei globale pentru siguranța chimică în industria de îmbrăcăminte – ”Zero Discharge Hazardous Chemicals”[120].
- 2021: Aderarea la organizația internațională Canopy, care își propune să dezvolte cele mai bune practici pentru protecția resurselor forestiere, grație implementării schimbărilor în sfera achiziționării, ambalării și producției de țesături din masă de celuloză[121].
- 2022: Alăturarea la inițiativa „Cotton made in Africa”, lucrând pentru producția sustenabilă de bumbac și sprijin pentru fermierii africani[122].
- 2022: Aderarea la Science Based Targets Initiative (SBTi) ca prima companie poloneză, sprijinind întreprinderile private în dezvoltarea și implementarea strategiilor de decarbonizare[123][124].
- 2022: Stabilirea cooperării cu startup-ul polonez Use Waste pentru a dezvolta o metodă inovatoare de reciclare a completă a țesăturilor din poliester[125].
- 2022: Stabilirea cooperării cu amfori BSCI – o inițiativă care sprijină gestionarea transparentă a problemelor de natură etică și drepturile omului în lanțul de aprovizionare[[126].
- 2023: Aprobarea planurilor de decarbonizare elaborate de experții LPP prin inițiativa internațională Science Based Targets (SBTi)[127].

Compania își raportează periodic activitățile în domeniul dezvoltării sustenabile din 2017 sub forma unor rapoarte disponibile pe pagina de Internet https://www.lppsa.com/zrownowazony-rozwoj/raport-roczny. Unul dintre obiectivele principale ale activităților sale concentrate pe dezvoltarea sustenabilă a fost adoptarea reducerii treptate a amprentei sale de carbon. În acest scop, în anul 2021, compania și-a calculat în mod independent emisiile de CO2 luând în considerare toate cele trei intervale și categorii definite în GHG Protocol. 
Ținând cont de importanța tot mai mare a elementelor nefinanciare ale funcționării companiilor, în anul 2021 LPP și-a ajustat structura organizatorică prin numirea unui Director de Achiziții și ESG. Responsabilitățile sale includ planificarea și coordonarea implementării standardelor de responsabilitate socială corporativă în Grupul LPP, dezvoltarea și implementarea liniilor directoare în toți cei trei piloni ESG: mediu, social și guvernanță corporativă.